# Disaster Transport (Cedar Point)
Disaster Transport étaient des montagnes russes bobsleigh en intérieur du parc Cedar Point, situé à Sandusky, en Ohio, aux États-Unis.

## Statistiques
- Capacité : 1 800 personnes par heure.
- Trains : cinq wagons. Les passagers sont placés par deux sur cinq rangées, pour un total de 10 passagers par train.
- Coût supplémentaire : 4 millions de dollars ont été dépensés en rénovations lors de la transformation de 1990.
- Histoire : Rénové avec des effets spéciaux et une thématique spéciale par ITEC Productions, Inc.